# Basseterre (Trinidad y Tobago)
Basseterre es una localidad de Trinidad y Tobago, que forma parte de la región de Princes Town.

## Toponimia
La localidad también es conocida por el nombre de Basse Terre.

## Geografía
La localidad abarca parte de la isla Trinidad y limita al norte con Barrackpore y St. Mary's Village, al sur con Marac y La Savanne, al este con el despoblado de Canaree y al oeste con Penal Rock Road (localidad perteneciente a la región de Penal-Debe).

## Demografía
Datos demográficos de la localidad de Basseterre:
| Gráfica de evolución demográfica de Basseterre entre 2000 y 2011 |
|                                                                  |